# Ineos Grenadier
La Ineos Grenadier è la prima autovettura di tipo fuoristrada prodotta dalla casa automobilistica inglese Ineos Automotive facente parte della Ineos, a partire dagli inizi d'ottobre 2022 nella fabbrica di automobili Smartville Hambach, in Francia.

## Contesto e debutto

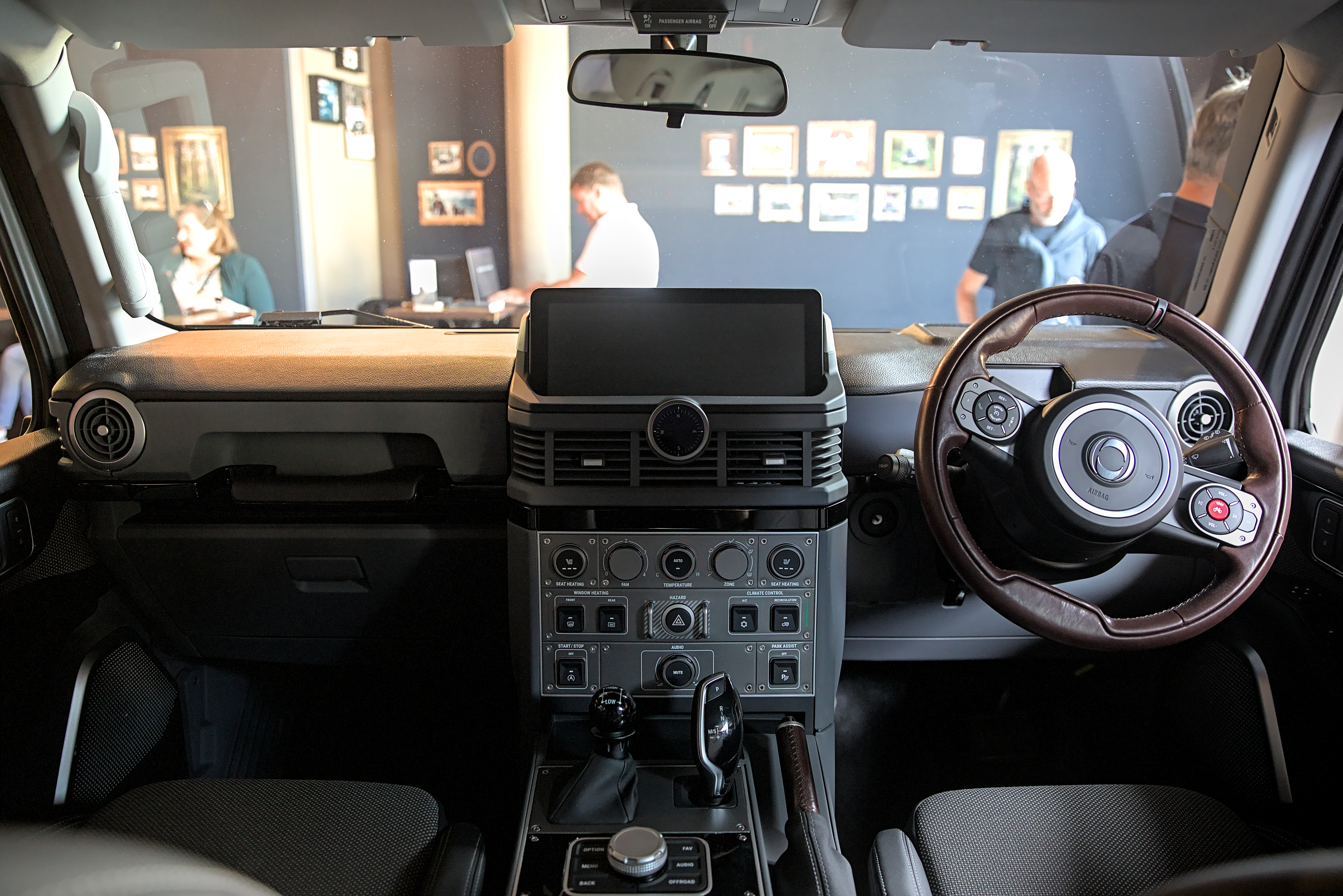
Interni

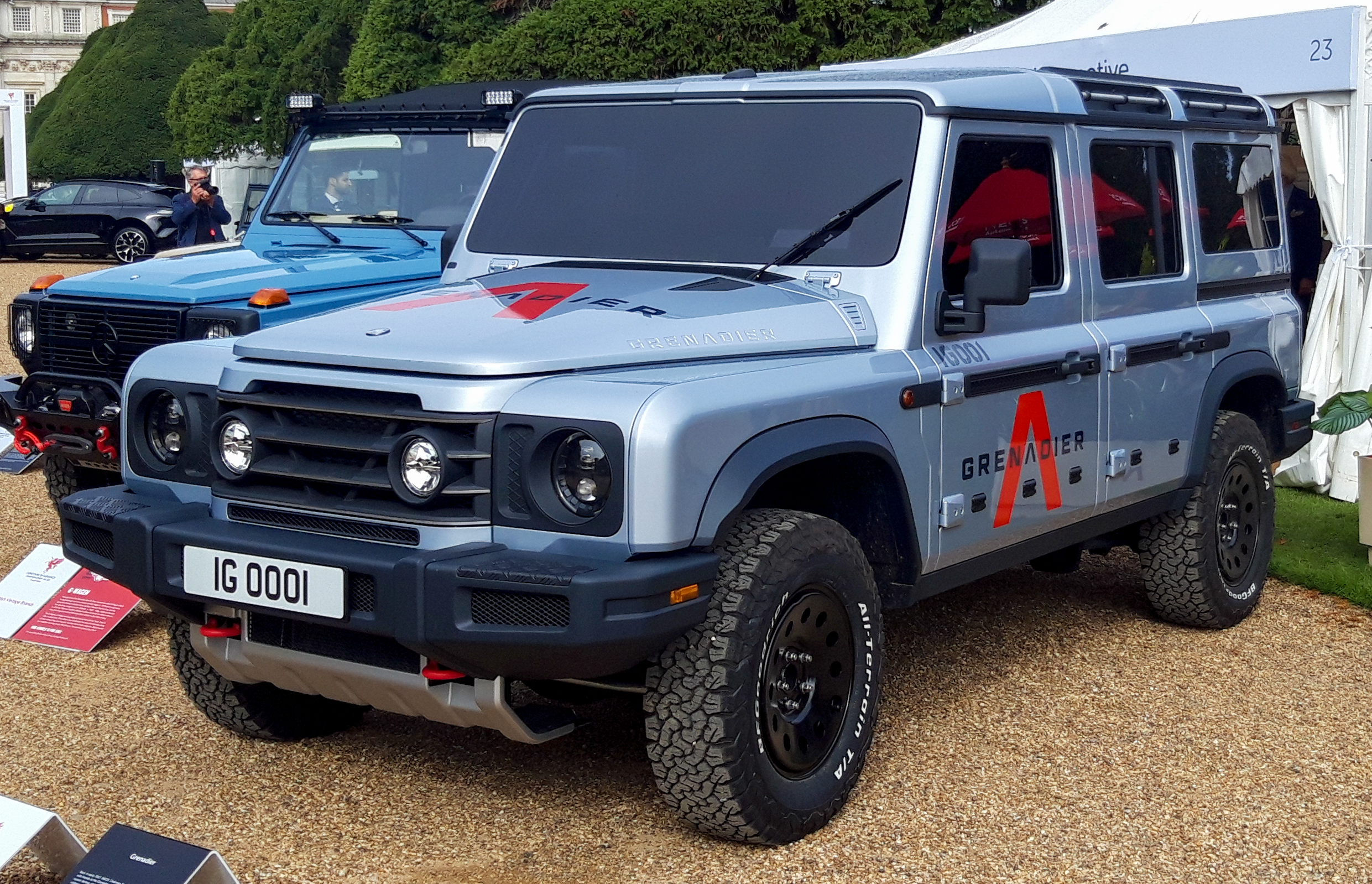
Prototipo preserie del 2020

Dopo che è terminata la produzione della Land Rover Defender all'inizio del 2016, il fondatore di Ineos Jim Ratcliffe ha dichiarato di volerne costruire una propria versione e a tale scopo ha fondato nel 2019 la Ineos Automotive Limited. Il veicolo è stato sviluppato insieme alla Magna Steyr in Austria, attraverso un accordo stipulato nel 2019.
Inizialmente, era previsto che la Grenadier - che riprende il nome del pub londinese in cui è stata partorita l'idea del veicolo - avrebbe dovuto essere costruita in un nuovo stabilimento in Galles, tuttavia, a dicembre 2020, la Ineos ha annunciato l'acquisto dalla Mercedes-Benz dello stabilimento Smart di Hambach in Francia.
L'assemblaggio dei primi modelli di pre-serie è incominciato all'inizio del 2022, con l'avvio della produzione a pieno regime ad ottobre dello stesso anno.

## Descrizione
All'interno il quadro strumenti si compone di un piccolo schermo digitale posto dietro al volante, mentre sulla console centrale è presente un touchscreen per controllare il sistema di infotainment, che è derivato dal BMW iDrive. L'abitacolo è stato ideato per l'utilizzo in fuoristrada: i tappetini sono in gomma, i sedili Recaro sono lavabili e sono presenti tappi di scolo nel pavimento. La ruota di scorta è fissata all'esterno del portellone.
L'altezza da terra misura 26,4 centimetri ed è presente sul montante destro del tetto una presa di aspirazione per il motore, che consente una capacità di guado pari a 80 centimetri.

## Motorizzazioni
A spingere la Grenadier ci sono due motorizzazioni sovralimentate mediante turbocompressore, una a benzina da 210 kW (286 CV) e una diesel da 183 kW (249 CV). Entrambi sono motori di derivazione BMW, hanno l'architettura a sei cilindri in linea e una cilindrata di tre litri. Il cambio è un automatico con convertitore di coppia a 8 rapporti della ZF, mentre la trazione è integrale permanente.
Gli assali rigidi sono realizzati dalla Carraro attraverso un accordo di fornitura siglato nel 2019.